# Большой Олимпийский трамплин (Гармиш-Партенкирхен)
Большой Олимпийский трамплин (нем. Große Olympiaschanze) — лыжный трамплин в немецком Гармиш-Партенкирхене. Один из старейших в мире лыжных трамплинов. На нём проходит один из этапов Кубка мира по прыжкам с трамплина — 2-й этап Турне четырёх трамплинов.

## История
Первая конктрукция, похожая на трамплин, была сооружена в Гармиш-Партенкирхене ещё в 1925 году. Однако только в 1934 году был возведен трамплин, на месте которого сейчас мы видим одно из лучших спортивных мировых сооружений. Он вошел в общий лыжный комплекс, возведенный к Олимпиаде 1936 года. На этом же трамплине проводилось и закрытие, и открытие Олимпиады.

## Современная реконструкция
В апреле 2007 года знаменитый трамплин Гармиша в торжественной обстановке под звуки оркестра был демонтирован. Сотни зрителей приветствовали падение конструкции аплодисментами. На строительство нового современного спортивного объекта ушло около девяти месяцев.
На концепцию архитектурного сооружения оказала влияние окружающая среда, перед архитекторами и строителями была поставлена задача вписать его в профиль горы Гудиберг, на которой он расположен. Одновременно нужно было решить несколько задач, не только технологически правильно сконструировать мощную, крепкую, надежную конструкцию, способную выдерживать огромные нагрузки, но и передать всю красоту человеческой силы и мужества, помноженных на любовь к спорту. Затея удалась, на стремительный консольный вынос горы размером около 100 м нельзя смотреть без восхищения. Лестница из 332 ступенек ведет к этому главному элементу комплекса трамплина, для менее энергичных людей есть двигающийся по наклонной поверхности лифт.
Использование новаторских решений, а именно, применение термопластика для покрытия дорожки, позволяет пользоваться ею даже в жаркое время года. Также «гора разгона» целиком покрыта полупрозрачными пластиковыми панелями, меняющими её внешний вид в зависимости от времени суток. Днем она выглядит как огромная серебристая стрела среди заснеженного пейзажа, а ночью, в свете фонарей, сияет изнутри, словно маяк.
Трамплин в Гармиш-Партенкирхене был включен в лонг-лист архитектурной награды Европейского союза — премии ван дер Роэ — за 2009 год.

## Статистика
Самый дальний прыжок на этом трамплине показал швейцарец Симон Амман в 2010 году — 143,5 метра. 31 декабря 2014 года норвежец Андерс Якобсен прыгнул на 145 метров, но так как это был тренировочный прыжок, он не считается рекордом трамплина.